# 紫衣贵族宫

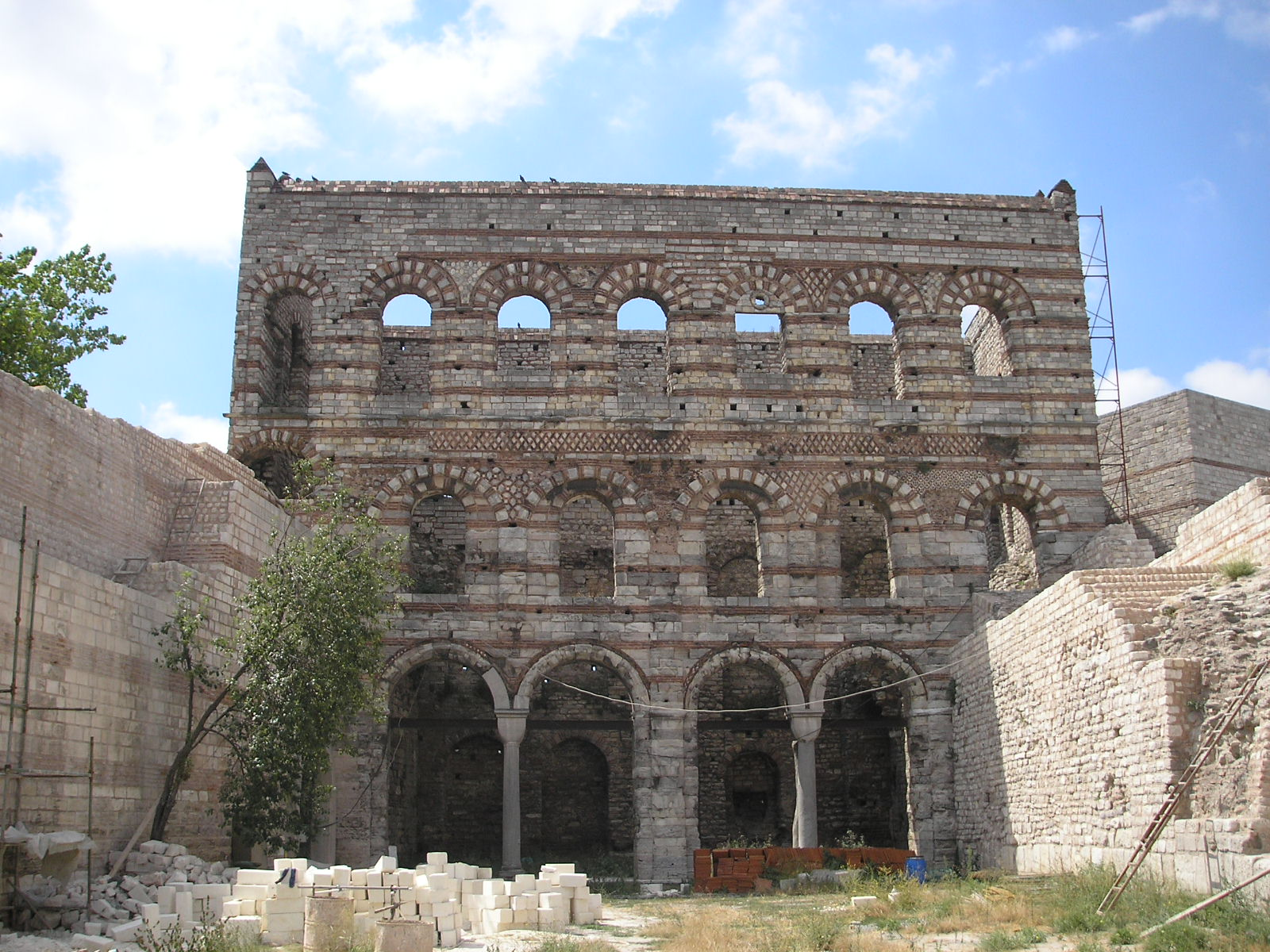
北立面

紫衣贵族宫（土耳其语：Tekfur Sarayı）是13世纪末拜占庭帝国皇宫，位于君士坦丁堡（今土耳其伊斯坦布尔）老城西北部，附属于布拉赫奈宫，它是该市保存最完好的三座拜占庭宫殿之一。

## 建筑

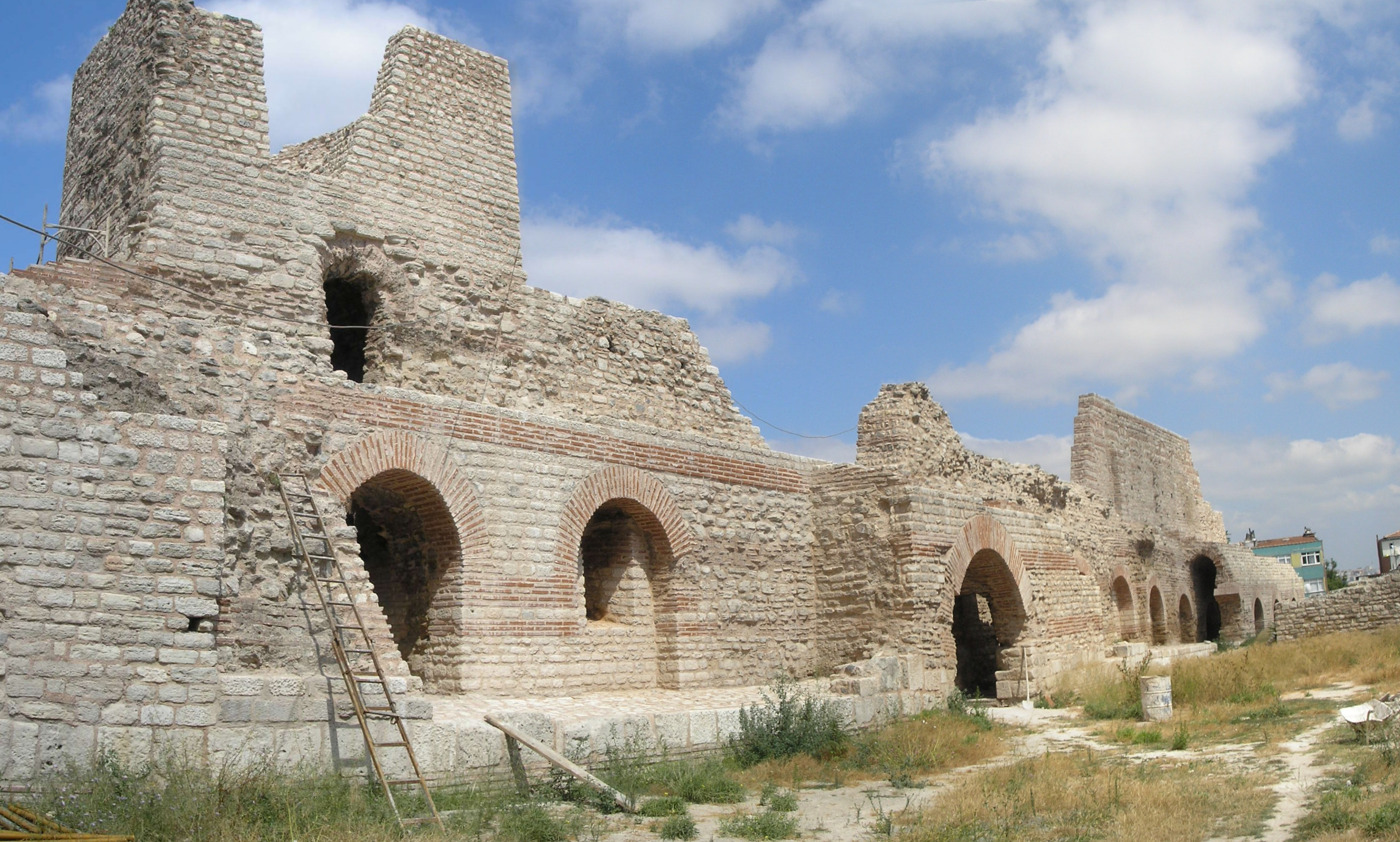
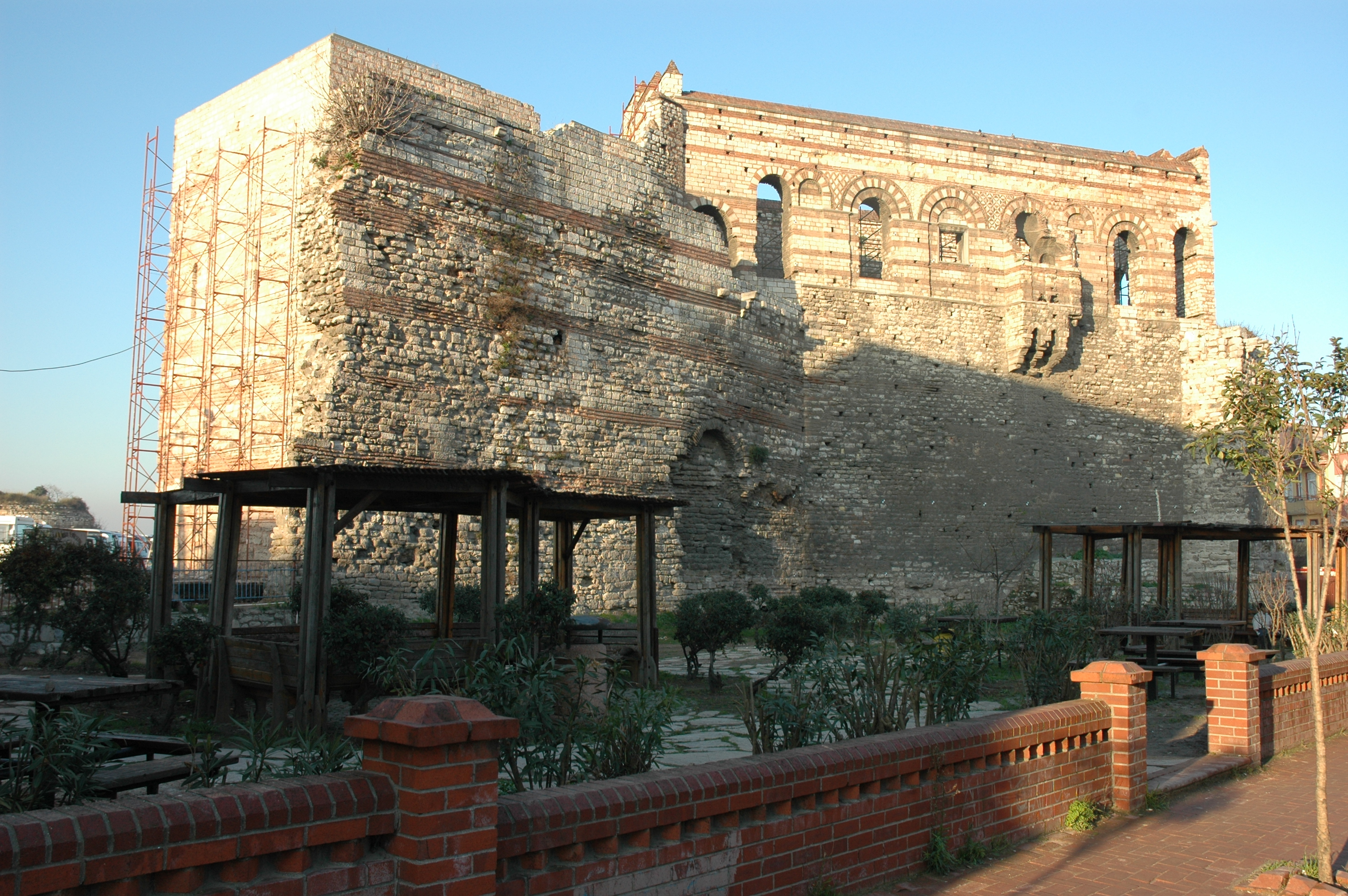
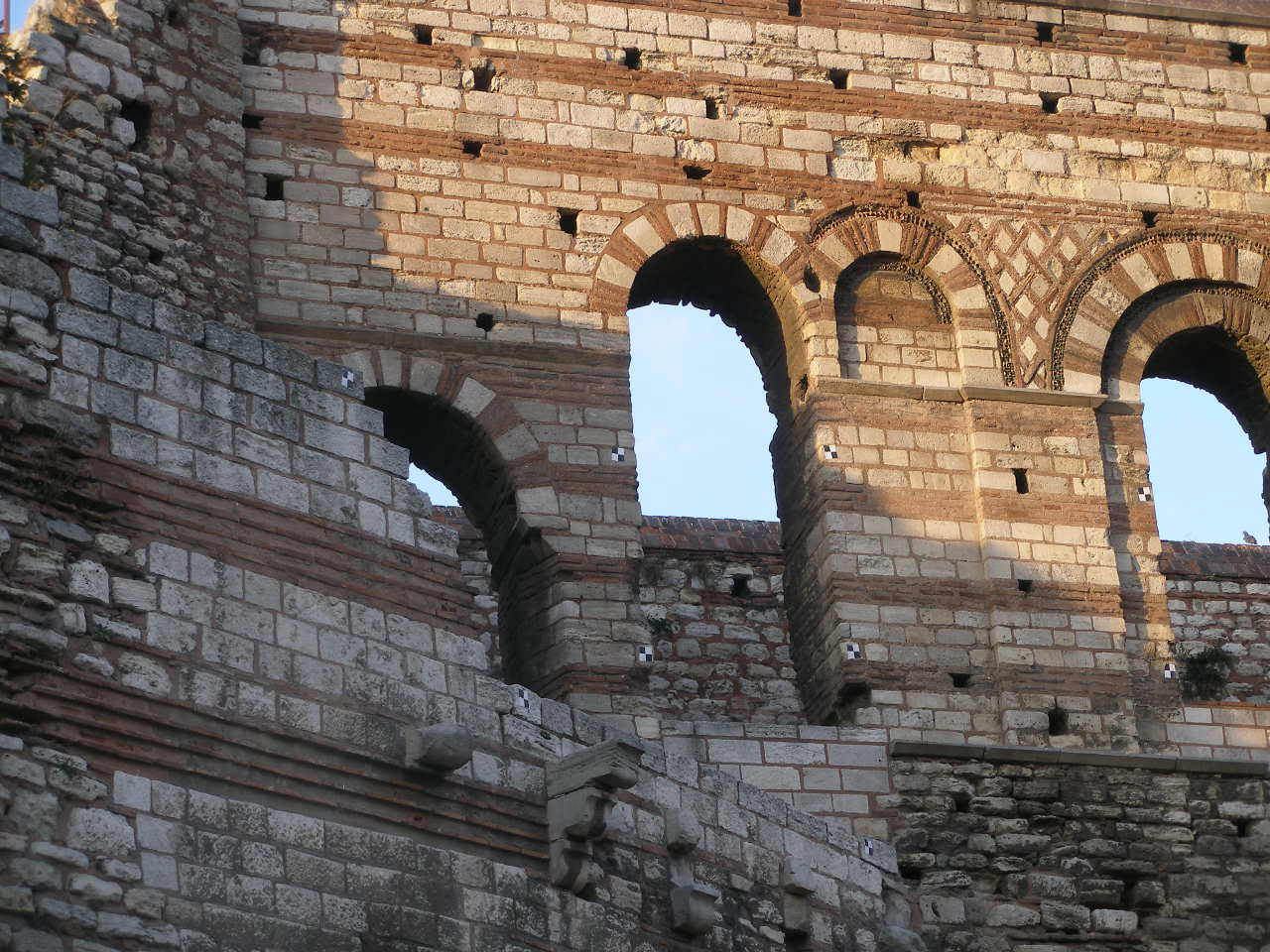
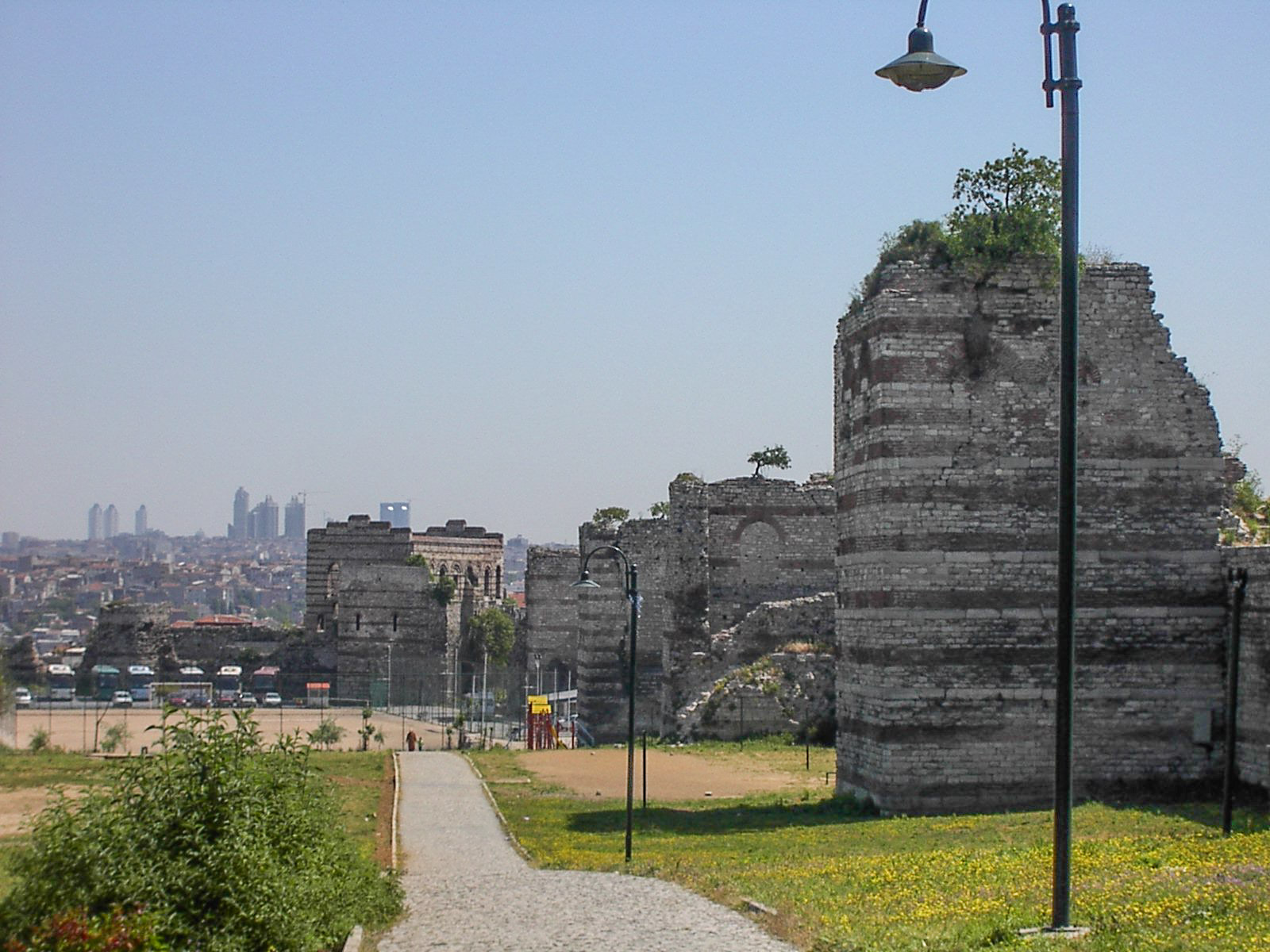